# Manuskript, fundet i en flaske
Manuskript, fundet i en flaske, udgivet 1867, er titlen på en novelle af den amerikanske forfatter og digter, Edgar Allan Poe. Oprindeligt udgivet på engelsk i 1833 under titlen Ms. Found in a Bottle og senere Manuscript Found in a Bottle.

## Handlingen
Novellen skal foregive at være tekstbidder fra et manuskript, fundet i en flaske, drivende i havet. I manuskriptet fortæller den unavngivne hovedperson – efter han har forsikret læseren for, at han er et intelligent menneske – dét han selv beskriver som en utrolig historie: Som medlem af besætningen på et sejlskib fra Java tager han på havet, og efter den første dag er gået, går besætningen til ro. Hovedpersonen har dog en ubeskrivelig fornemmelse af, at noget er galt – ikke mindst på grund af en besynderlig sky, der omspænder skibet. Om natten hører han et kæmpe brag, hvilket får ham til at styrte op på dækket, hvor han oplever, at skibet krænger voldsomt. Hele besætningen – på nær hovedpersonen selv og én af sømændene – omkommer i vandmasserne, der skyller ind over skibet.
I de næste dage driver skibet, hjulpet af en tyfon, indtil det støder sammen med et meget større skib, der får det til at gå ned. Hovedpersonen formår dog ved et lykketræf at redde sig over på det andet skib. Her forbereder han sig på at gemme sig for besætningen, men opdager snart, at de ikke interesserer sig for ham. Desuden mumler nogle af sømændene små sætninger på et sprog, han ikke forstår; ikke engang kaptajnen synes at bemærke ham, selvom han opsøger ham i hans kahyt. Gennem de næste dage – mens skibet driver stadig hurtigere mod syd med en bemærkelsesværdigt stærk strøm – bemærker han, at både skib og besætning tilsyneladende er ubeskriveligt gamle. Da skibet til sidst befinder sig blandt isbjerge, opdager hovedpersonen til sin rædsel, at skibet bliver trukket mod dybet af den stærke strøm.

## Udgivelse af novellen
- The Complete Tales & Poems of Edgar Allan Poe, Castle Books, 1985
- Andersen, Carit (1987) Edgar Allan Poe: Sælsomme fortællinger, Carit Andersens forlag.